# Walter Moreira Salles
Walter Moreira Salles (Pouso Alegre, 1912. május 28. –  Petrópolis, 2001) brazil bankár és diplomata. Pályája csúcsán Brazíliai pénzügyminisztere volt. Fiai közül Pedro Moreira Salles szintén bankár, Walter Salles rendező, João Moreira Salles pedig dokumentarista lett.
1952–53 és 1959–61 között Brazília nagykövete volt az Amerikai Egyesült Államokban.